# Галімат Ісмаїла
Галімат Ісмаїла  (англ. Halimat Ismaila, 3 липня 1984) — нігерійська легкоатлетка, олімпійська медалістка.

## Виступи на Олімпіадах
| Олімпіада  | Дисципліна              | Місце     |
| ---------- | ----------------------- | --------- |
| Афіни 2004 | естафета 4 x 400 метрів | 8 h1 r1/2 |
| Пекін 2008 | біг на 100 метрів       | 6 h8 r1/4 |
| Пекін 2008 | естафета 4 x 100 метрів | 3         |